# Ралтегравир
Ралтегравир (RAL) — антиретровирусный препарат, применяющийся в сочетании с другими препаратами для лечения ВИЧ/СПИДа. Также используется как часть постконтактной профилактики для предотвращения ВИЧ-инфекции после потенциального контакта. Продается под торговой маркой Isentress. Принимается внутрь.
Общие побочные эффекты включают проблемы со сном, чувство усталости, тошноту, высокий уровень сахара в крови и головные боли. Серьезные побочные эффекты могут включать аллергические реакции, включая синдром Стивенса – Джонсона, рабдомиолиз и проблемы с печенью. Неясно, безопасно ли использование препарата во время беременности или кормления грудью. Ралтегравир – это ингибитор переноса цепи интегразы ВИЧ, который блокирует функционирование интегразы ВИЧ, которая необходима для репликации вируса.
Ралтегравир был одобрен для медицинского применения в США в 2007 году. Он включен в Примерный перечень ВОЗ основных лекарственных средств. Также доступна комбинация ламивудина/ралтегравира с ламивудином.

## История
Ралтегравир был первым ингибитором интегразы, одобренным в США в октябре 2007 года
. Он был разработан компанией «Мерк и Ко» и опубликован Summa et al. в Journal of Medicinal Chemistry.

## Медицинское использование
Изначально ралтегравир был одобрен только для применения у лиц, инфекция которых оказалась устойчивой к другим препаратам АРВТ. Однако, в июле 2009 года Управление по санитарному надзору за качеством пищевых продуктов и медикаментов (FDA) предоставило расширенное разрешение на применение ралтегравира у всех пациентов. Как и любой другой препарат АРВТ, ралтегравир вряд ли проявит стойкость при использовании в качестве монотерапии из-за высокой мутагенности ВИЧ. Ралтегравир принимают внутрь два раза в день.
В декабре 2011 года он был одобрен для использования у детей старше двух лет, принимаемых в форме таблеток перорально два раза в день по рецепту вместе с двумя другими антиретровирусными препаратами для формирования коктейля (большинство схем лечения ВИЧ для взрослых и детей используют эти коктейли). Ралтегравир доступен в жевательной форме, но поскольку две формы таблеток не взаимозаменяемы, жевательные таблетки разрешены для использования только у детей от 2 до 11 лет. Подростки старшего возраста используют состав для взрослых.

## Эффективность
В исследовании препарата в составе комбинированной терапии ралтегравир проявил сильную и стойкую антиретровирусную активность, аналогичную эфавирензу, через 24 и 48 недель, но достигал уровней РНК ВИЧ-1 ниже обнаруживаемых более быстрыми темпами. После 24 и 48 недель лечения ралтегравир не привел к повышению уровня общего холестерина, холестерина липопротеинов низкой плотности или триглицеридов в сыворотке крови.

## Побочные эффекты
Ралтегравир в целом хорошо переносился при использовании в сочетании с оптимизированными схемами фоновой терапии у пациентов с ВИЧ-1-инфекцией, прошедших лечение, в испытаниях продолжительностью до 48 недель.

## Механизм действия
В качестве ингибитора интегразы ралтегравир нацелен на интегразу, фермент, общий для ретровирусов, который интегрирует вирусный генетический материал в хромосомы человека, что является важным этапом в модели ВИЧ-инфекции. Препарат метаболизируется путем глюкуронизации
.

## Исследования
Ралтегравир значительно изменяет динамику и распад вируса ВИЧ, и дальнейшие исследования в этой области продолжаются. В клинических испытаниях пациенты, принимавшие ралтегравир, достигли вирусной нагрузки менее 50 копий/мл раньше, чем пациенты, принимавшие аналогичные эффективные ненуклеозидные ингибиторы обратной транскриптазы или ингибиторы протеазы. Это статистически значимое различие в снижении вирусной нагрузки заставило некоторых исследователей ВИЧ начать подвергать сомнению давние представления о динамике и распаде вируса ВИЧ. В настоящее время продолжаются исследования способности ралтегравира воздействовать на латентные резервуары вируса и, возможно, способствовать искоренению ВИЧ.
Результаты исследования были опубликованы в «The New England Journal of Medicine» 24 июля 2008 года. Авторы пришли к выводу, что «ралтегравир плюс оптимизированная фоновая терапия обеспечивали лучшее подавление вируса, чем оптимизированная фоновая терапия, в течение как минимум 48 недель».
Исследования белков терминазы цитомегаловируса человека (HCMV) показали, что ралтегравир может блокировать репликацию вирусов герпеса в вирусах.
В январе 2013 года было начато исследование фазы II для оценки терапевтического эффекта ралтегравира при лечении рассеянного склероза (РС). Препарат активен против эндогенных ретровирусов человека (HERV) и, возможно, вируса Эпштейна-Барра, которые были предложены в патогенезе ремиттирующего РС.